# Liste von Kraftwerken in Tuvalu
Dies ist eine Liste der derzeitigen, geplanten und ehemaligen Kraftwerke Tuvalus.
Die Elektrizitätsversorgung in Tuvalu wird durch die Tuvalu Electricity Corporation sichergestellt. Sie unterliegt dem Ministerium für Natürliche Ressourcen, Energie und Umwelt. Das Land will binnen weniger Jahre (Stand August 2017) komplett seinen Strombedarf durch Erneuerbare Energien sicherstellen.

## Kraftwerke in Betrieb
Quelle: 
| KW-Name                        | Leistung in MW | Standort   | Betreiber                      | Status                    | Art                |
| ------------------------------ | -------------- | ---------- | ------------------------------ | ------------------------- | ------------------ |
| Tuvalu Grid-Connected Solar PV | 0,04           | Vaiaku     | Tuvalu Electricity Corporation | seit Februar 2008 am Netz | Photovoltaikanlage |
| Funafuti Powerplant            | 2,4            | Funafuti   | Tuvalu Electricity Corporation |                           | Dieselgenerator    |
| Vaitupu Powerplant             | 0,26           | Vaitupu    | Tuvalu Electricity Corporation |                           | Dieselgenerator    |
| Nukufetau Powerplant           | 0,16–0,18      | Nukufetau  | Tuvalu Electricity Corporation |                           | Dieselgenerator    |
| Nanumea Powerplant             | 0,16–0,18      | Nanumea    | Tuvalu Electricity Corporation |                           | Dieselgenerator    |
| Niutao Powerplant              | 0,16–0,18      | Niutao     | Tuvalu Electricity Corporation |                           | Dieselgenerator    |
| Nui Powerplant                 | 0,16–0,18      | Nui        | Tuvalu Electricity Corporation |                           | Dieselgenerator    |
| Nanumaga Powerplant            | 0,16–0,18      | Nanumaga   | Tuvalu Electricity Corporation |                           | Dieselgenerator    |
| Nukulaelae Powerplant          | 0,16–0,18      | Nukulaelae | Tuvalu Electricity Corporation |                           | Dieselgenerator    |
| Amatuku Powerplant             | 0,16–0,18      | Amatuku    | Tuvalu Electricity Corporation |                           | Dieselgenerator    |
| GESAMT                         | 3,76+          |            |                                |                           |                    |